# Прапор Скелівки
Прапор Скелівки — офіційний символ села Скелівка, Самбірського району Львівської області, затверджений 30 серпня 1996 року рішенням сесії Скелівської сільської ради.
Автор — А. Гречило.

## Опис
Квадратне полотнище, на жовтому тлі від верхнього краю до середини нижнього йде синій клин, на якому жовта куля, пробита двома білими мечами з жовтими руків'ями.

## Зміст
Містечко Фельштин (від 1945 р. — Скелівка) ще з ХVІ ст. використовувало на своїх печатках видозміну герба Гербуртів, які були його засновниками і сприяли подальшому розвитку. Цей сюжет збережено в сучасному гербі та прапорі.